# Hilada

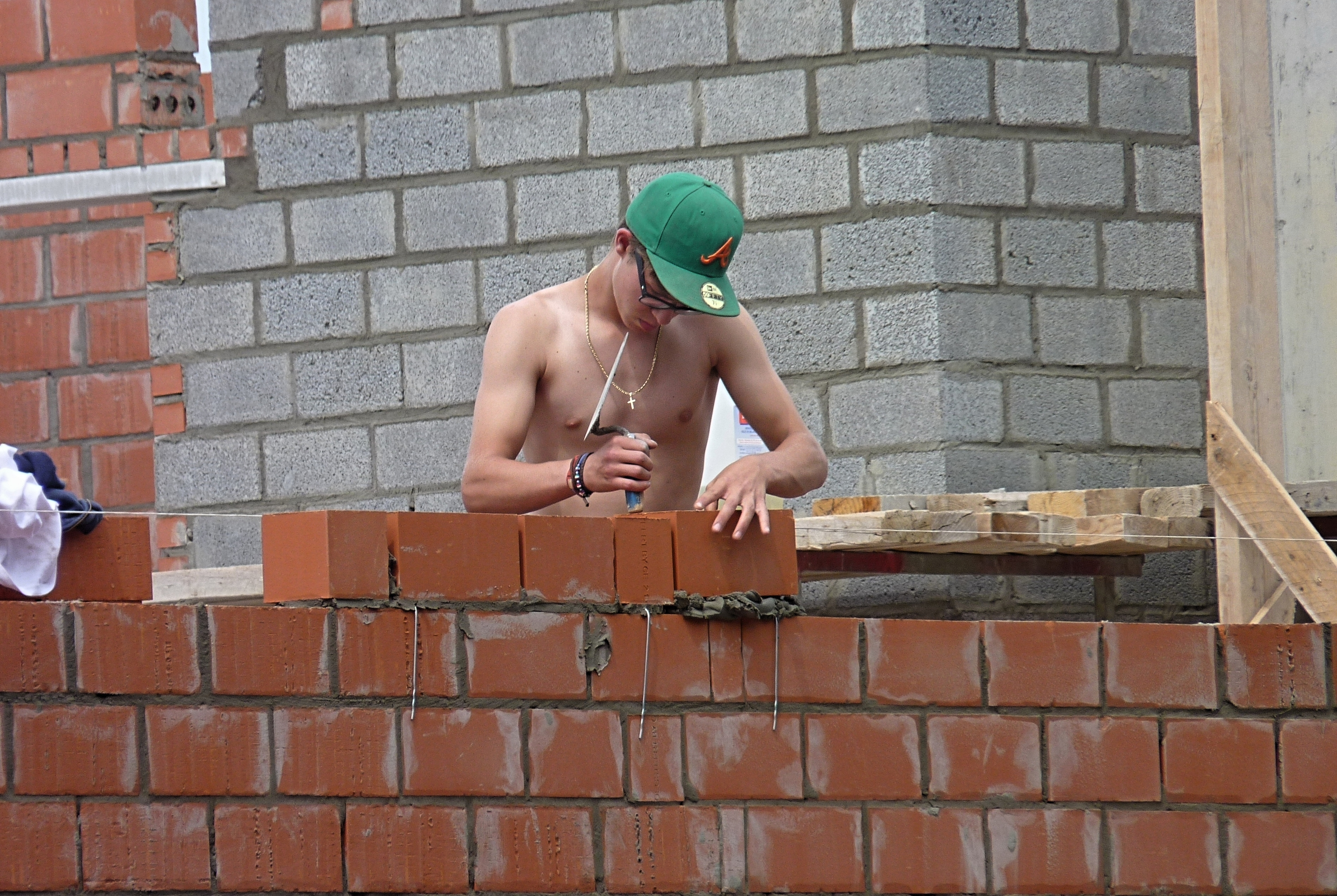
Albañil colocando hiladas de ladrillos

En construcción se conoce con el nombre de hilada a la serie de sillares o ladrillos que se encuentran colocados unos junto a otros a una misma altura en una superficie horizontal. Las hiladas superpuestas forman los muros. 

### Tipos de hiladas
- Se denomina hilada de descarga a aquella cuyo plano vertical está detrás de otra superficie
- La hilada de sillería es aquella formada con piedras cuyo espesor es igual a la anchura del muro. De este modo las dos superficies opuestas de estas piedras forman los dos lados verticales de la muralla
- Las hiladas inclinadas son las series de piedras o ladrillos de igual altura colocados unos junto a otros siguiendo líneas oblicuas
- Se llaman hiladas regulares a las formadas por piedras de igual altura

### Patrones
Se pueden usar diferentes patrones en diferentes partes de un edificio, algunos decorativos y otros estructurales; esto depende de los patrones de enlace.
La unión entre dos hiladas se denomina endeja, sobre todo cuando los saledizos y huecos que se forman en el lateral de un muro están destinados a ligar más sólidamente el muro que se construirá posteriormente. Por lo tanto, las endejas son las piedras o ladrillos salientes dejados alternativamente de hilada en hilada sobre un paramento de muro de modo que siguiendo la misma alineación se puedan ligar las hiladas de la nueva construcción a las de la antigua.